# 阿丹

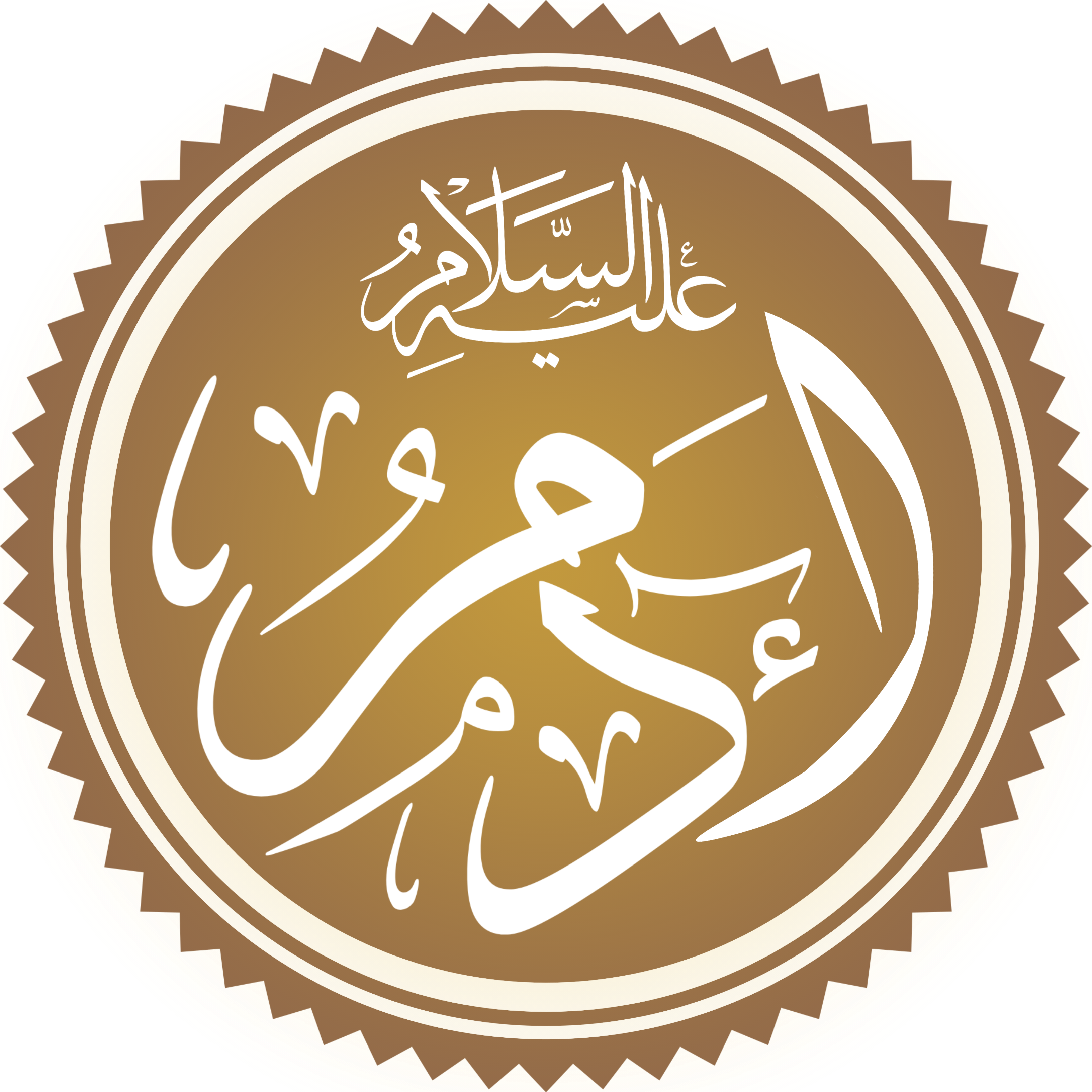
阿拉伯书法书写的阿丹之名

阿丹（阿拉伯语：‎）是伊斯蘭教的首位先知，即亞當，在《古蘭經》裡則是哈娃（夏娃）的丈夫。

## 《古蘭經》裡的阿丹
關於阿丹的故事，可在《古蘭經》多處章節找到，例如2：31－37；3：33、59；5；27；7：11－19、26－2、31、35、172；17：61、70；18：15；19：58；20：115－117、120－121；36：60。
這些經文有的講述阿丹在樂園裡的生活、犯錯的經過及悔改，也提到人類比天使和其他被造物還要優越，真主命令眾天使必須向人類叩頭。此外，真主還賜予阿丹命名萬物的特別權利。

## 《聖訓》裡的阿丹

### 塔巴里
早期穆斯林評論家塔巴里以《聖訓》和猶太傳統（即所謂的Isra'iliyat）為基礎，對《摩西五經》作了詳盡的解釋。塔巴里認為當真主要創造阿丹時，祂派遣加百列和米迦勒大天使前往地球取來泥土；但是地球抱怨：「如果你們試圖使我變小、變形，那麼我就尋求真主的庇護。」於是兩位天使空手而回。因此，真主派遣死亡天使到地球各地取來泥土。這也解釋了為什麼地球上有各種不同的人種。
根據塔巴里的說法，真主將氣息吹入阿丹的身體裡之後，阿丹的身體先是四十日呈乾枯狀態，然後才漸漸地從頭部開始展露生命跡象。當生命充滿全身時，阿丹打了一個噴嚏，然後說：「讚美真主！」（al-hamd li-allah）阿丹是真主創造的第一個人類，被賜予掌管與命名萬物的權力。由於真主曾經直接跟阿丹說話，因此在伊斯蘭教裡他是先知。

### 布哈里
根據《布哈里聖訓》，阿丹身長約有三十公尺，但自此之後人類的體型不斷縮小。

### 其他
在伊斯蘭傳統裡，亞丹在易卜劣斯墮落的事件中扮演著重要的角色。當真主宣佈要創造阿丹時，一些天使不明原因，便求問真主為何要創造可能和精靈一樣會作惡多端的人類。真主教授阿丹各種事物的「名稱」，讓天使們服從亞丹，雖然不清楚是哪方面的名稱；很可能所謂的名稱指的是所有生物和非生物的名稱、天使的名稱、阿丹後裔的名稱，或者是真主的尊名。
在穆斯林傳統裡，易卜劣斯（基督教稱為撒旦）原是真主以火造的精靈，不同以光造的天使。真主命令天使們向阿丹叩頭時，在場的撒旦由於自傲而拒絕。他因此立即被驅逐出樂園。
易卜劣斯是因為真主用火造它才驕傲的，易卜劣斯憎恨亞丹：他自己是真主以火燄造的，但阿丹卻是以泥土造的；人類是以「低等」物質創造的，易卜劣斯不願向其叩頭。《古蘭經》記載，易卜劣斯被逐前向真主乞求要把刑罰期限延遲便說會竭盡所能地使人類誤入歧途向真主證明人類不值真主厚待，要在審判日前找更多人陪伴同墮火獄。時刻等待機會去引誘人類犯罪。真主回應是，人類可以選擇和易卜劣斯一起墜落，還是要自覺順從真主。後來，阿丹和哈娃就是因為受了易卜劣斯誘惑而違抗被真主驅逐出樂園。
《聖訓》也提到阿丹的兩個兒子卡比勒和哈比勒（基督教稱為該隱與亞伯），但《古蘭經》並沒有指名道姓）。